# Publius Decius Mus
Publius Decius Mus byl římským vojenským tribunem během války se Samnity (kolem roku 344 př. n. l.) a římským konzulem během války s Latiny (kolem roku 343 př. n. l.).
Samnité (staroitalský kmen) přepadli etruské město Capua. Obyvatelé tohoto města poslali do Říma své vyslance s žádostí o vojenskou podporu. Římané po vyjednávání se Samnity podpořili město Capua a zvolili dva konzuly, kteří vedli proti Samnitům válku. První konzul Marcus Valerius Corvus táhl k městu Capua, kde si vedl úspěšně.
Druhý konzul Aulus Cornelius Cossus, který táhl do Samnitska, si vedl velice neobezřetně, když procházel lesem a padl do léčky. Aby se Cossus mohl stáhnout nazpět, navrhl mu vojenský tribun Publius Decius Mus, aby mu dal první a druhou řadu oddílu a obsadil pahorek vyčnívající z onoho lesa. Po obsazení vrcholku Deciem se Cossus z lesa stáhl.
Během noci sestoupil Decius se svým oddílem z vrcholku a přes spící samnitský tábor se znovu připojil ke konzulově armádě, kterou svým činem zachránil.
Kolem roku 343 př. n. l. se Decius obětoval během války s Latiny za římské legie. Oba konzulové totiž měli stejný sen, ve kterém jim „postava muže většího, než je lidská podoba“ říká, že pokud se obětuje vojevůdce z jedné vojenské řady, Římané zvítězí.
Zcela stejně také položil život jeho stejnojmenný syn Publius Decius Mus, když se vrhl během boje mezi Galy (kolem roku 294 př. n. l.)

## Popis posledních Deciových okamžiků
O smrti Decia pojednává úryvek z knihy Dějiny od založení Města, jejímž autorem je Titus Livius:
Sám, opásán po způsobu gabinském, ozbrojen, vyskočil na koně a vrhl se doprostřed nepřátel. Byl spatřen na obou stranách bitevní linie a zdál se být o mnohem vznešenější, než je lidský zjev, jakoby z nebe seslán, jako smířlivá oběť všemu hněvu bohů. Tak všechen strach a děs se s ním nesl a uvedl nejprve ve zmatek praporce Latinů a potom pronikl hluboko do celé bitevní linie. Jakmile však se zhroutil zasypán střelami, tam už nepochybně rozdrcené oddíly Latinů se daly na útěk.
Titus Livius, Dějiny od založení města